# Жуковский (Пластовский район)
Жуковский — упразднённый посёлок в Пластовском районе Челябинской области России. На момент упразднения входил в Борисовский сельсовет. Исключён из учётных данных в 1995 году.

## География
Располагался у пруда на реке Каменка (приток Санарки), в 13 км к юго-западу от центра района города Пласта.

## История
До 1916 года входил в состав Кособродской волости Троицкого уезда Оренбургской губернии. По данным на 1926 год хутор Жуковский состоял из 25 хозяйств. В административном отношении входил в состав Борисовского сельсовета Кочкарского района Троицкого округа Уральской области.
Исключён из учётных данных Постановлением Челябинской облдумы от 21.12.1995 года № 307.

## Население
| 1926 | 1970 | 1977 | 1983 |
| ---- | ---- | ---- | ---- |
| 128  | ↘45  | ↘11  | ↗19  |

По данным переписи 1926 года на хуторе проживали русские (100% населения).